# Spantenwagen

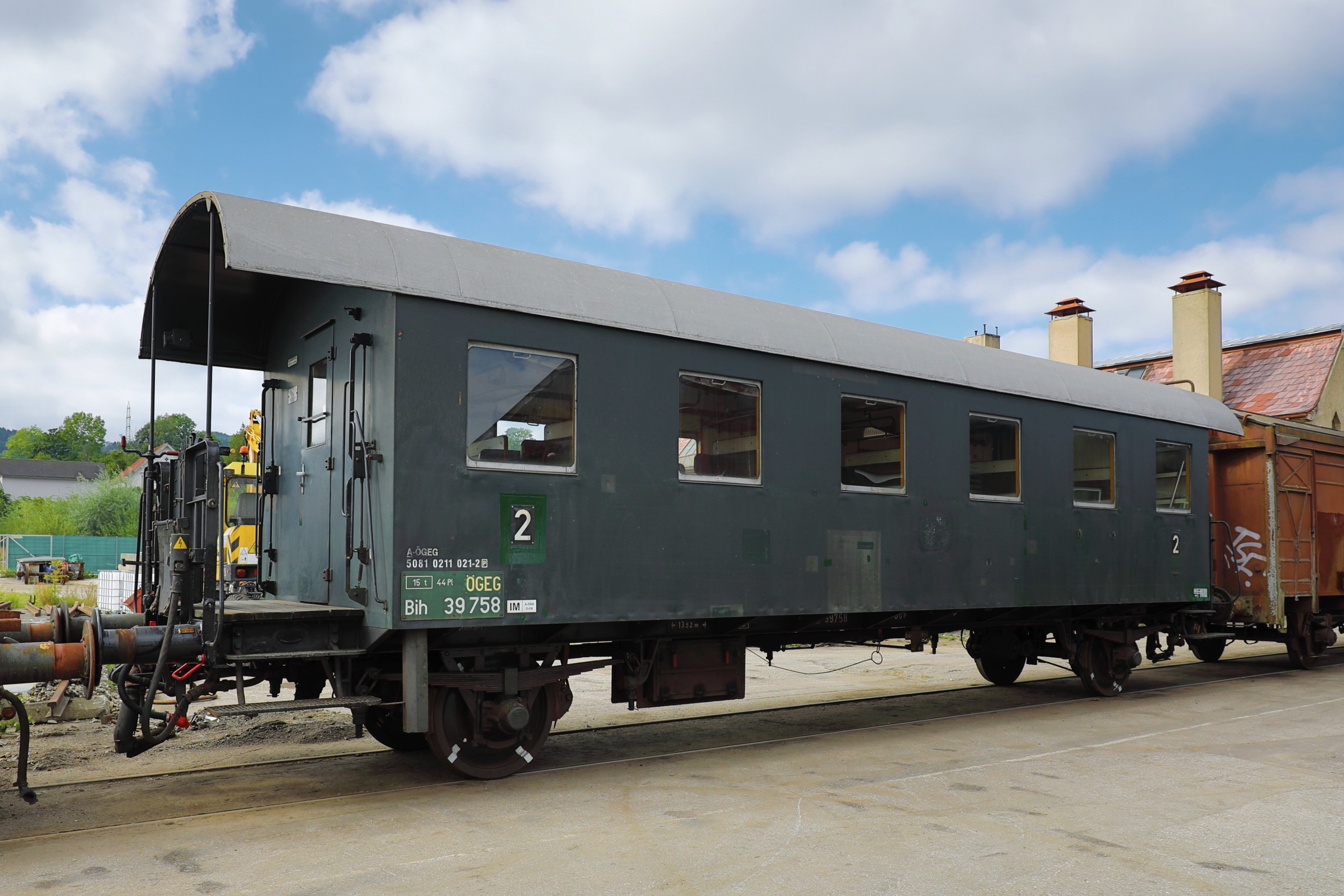
Spantenwagen Bih mit Ganzfenstern

Die Spantenwagen waren Personenwagen der Österreichischen Bundesbahnen, die nach dem Zweiten Weltkrieg durch Umbauten von älteren Personenwagen mit hölzernem Wagenkasten entstanden sind.

## Geschichte

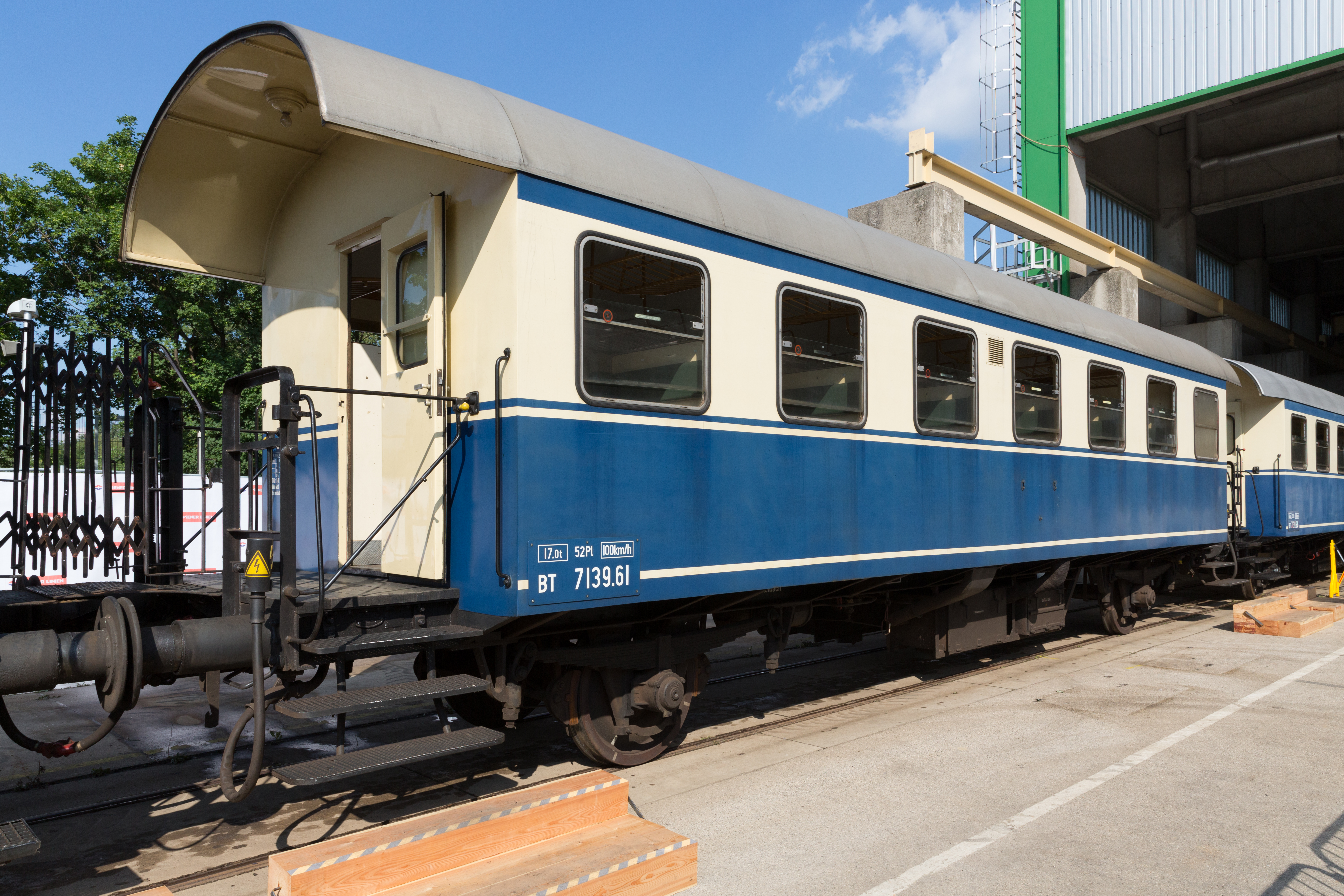
Spantenwagen in der Farbgebung der Triebwagenanhänger (2018)

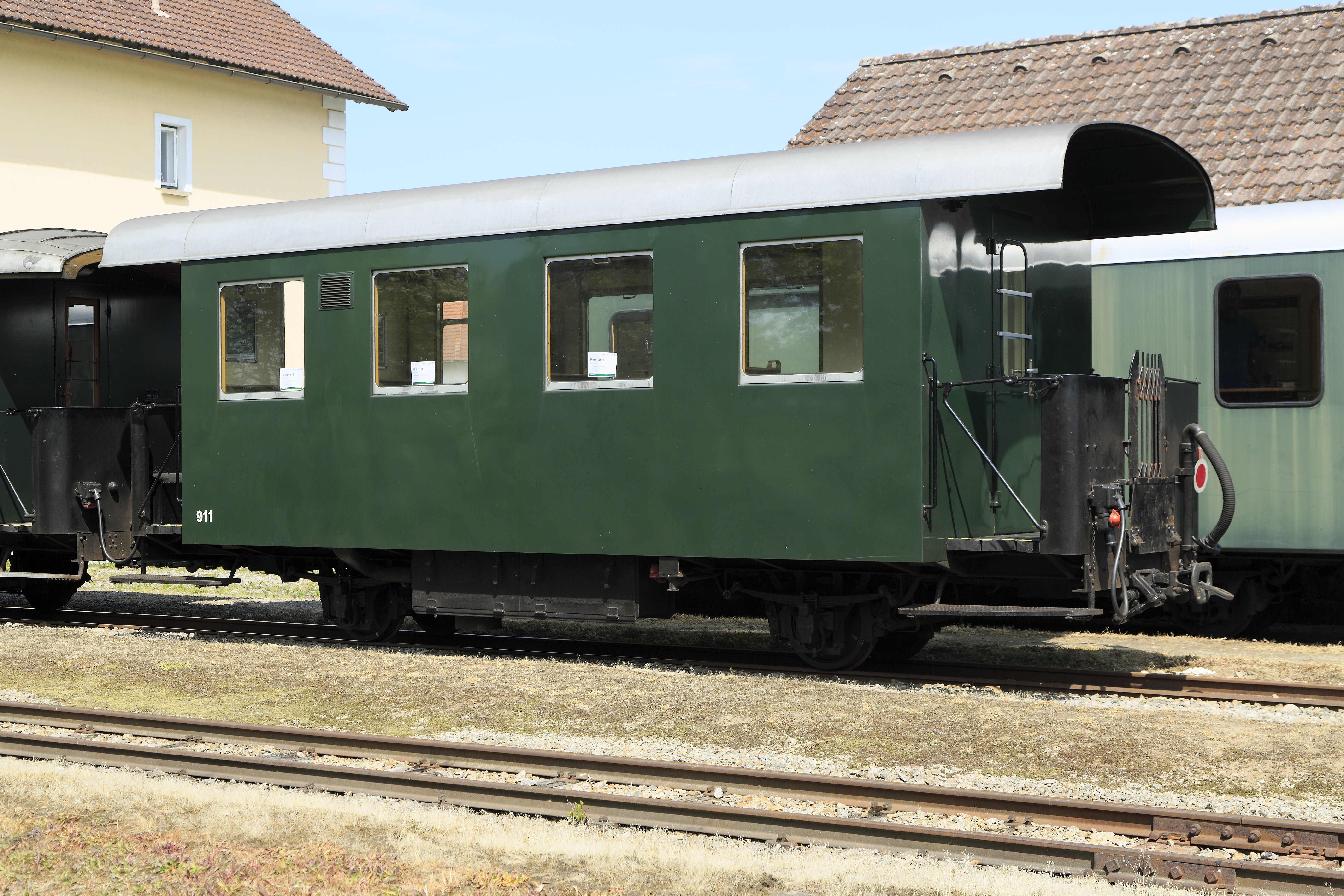
Zweiachsiger Schmalspur-Spantenwagen

Wie bei den deutschen Umbau-Wagen fand durch dieses Umbauprogramm eine in der Not der Nachkriegszeit dringend notwendige Erneuerung des überalterten und abgewirtschafteten Wagenparks statt. Die ersten Spantenwagen wurden im Jahr 1948 in der Hauptwerkstätte Knittelfeld entwickelt. Als Vorbild dienten im Wesentlichen die äußerlich ähnlichen Vorkriegswagen vom Typ N 28.
Die meisten Wagen wurden in der Hauptwerkstätte St. Pölten (Normal- und Schmalspur) oder Simmering (Normalspur) umgebaut. Durch dieses Umbauprogramm entstand in den 1950er Jahren eine große Zahl von Wagen. Es umfasste sowohl zweiachsige als auch vierachsige Wagen auf Normalspur und Schmalspur. Bei der letzten Serie von vierachsigen Spantenwagen handelte es sich aber bereits um vollständige Neubauten. Die zweiachsigen Normalspurwagen mit offenen Bühnen wurden Anfang der 1980er Jahre außer Dienst gestellt; nur einige Exemplare, die mit blau-weißem Anstrich versehen als Anhänger von Triebwagen deklariert waren, gelangten noch bis 1988 zum Einsatz. Vierachsige Wagen waren noch in den 1990er Jahren weitverbreitet. Die vierachsigen Schmalspurwagen kamen im Plandienst zuletzt noch auf der Mariazellerbahn zum Einsatz. Die schmalspurigen Zweiachser bilden heute das Rückgrat des Nostalgiezug-Angebotes auf mehreren Schmalspurstrecken.
Nach dem Ende ihrer Dienstzeit gelangten zahlreiche Fahrzeuge zu Museums- und Touristikbahnen, auch außerhalb Österreichs.

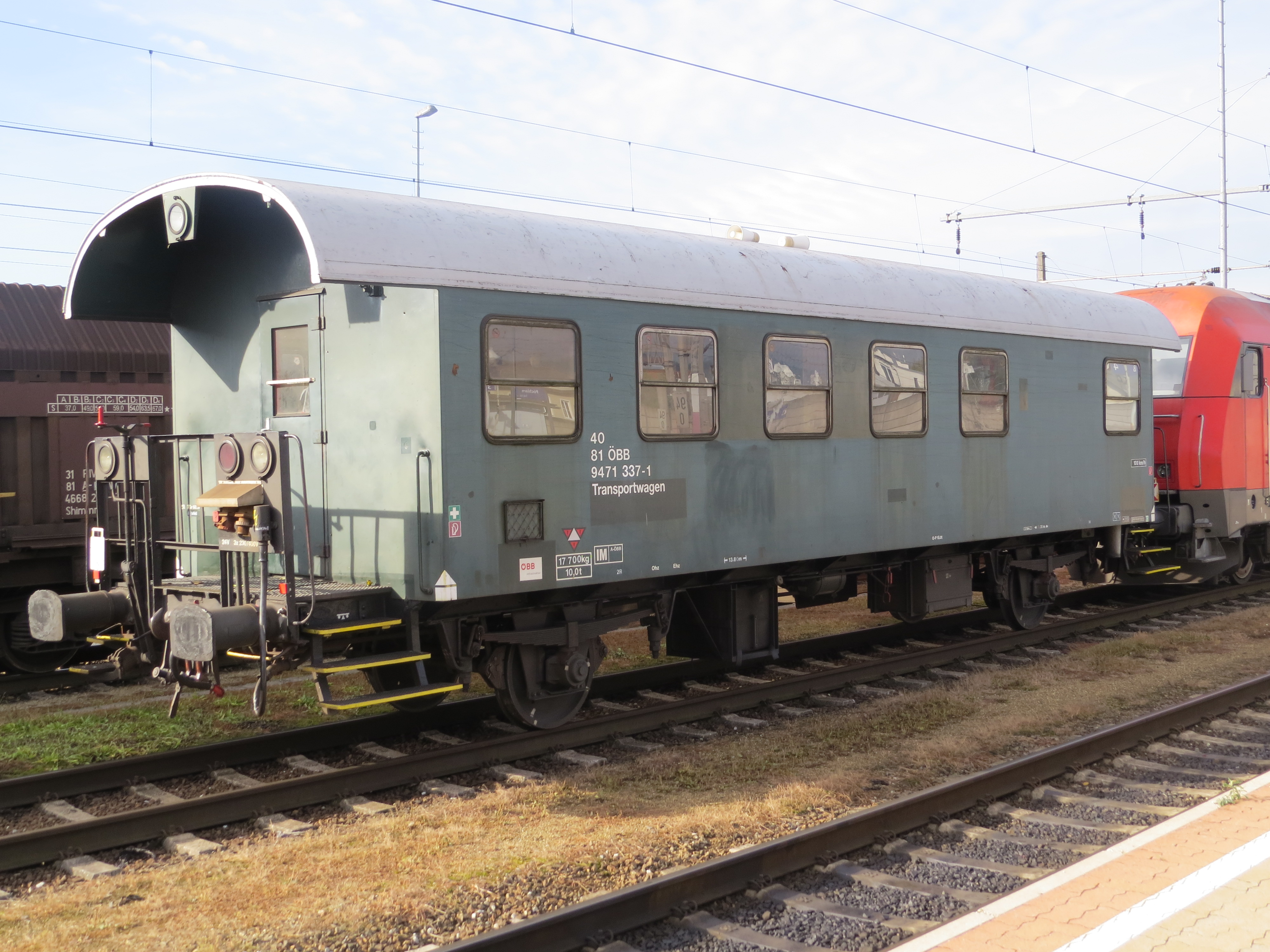
Spantenwagen als Fahrverschubwagen

In den Jahren 1982 bis 1984 wurden in den Hauptwerkstätten Knittelfeld und Simmering 56 Spantenwagen der Serie Bi 35700–35759 in Fahrverschubwagen (Begleitwagen für geschobene Fahrten) der Serie Dgho 75100–75155 umgebaut. Im Inneren befinden sich mehrere Räume, die durch Abteilwände mit Flügeltüren voneinander getrennt sind:
- Tankraum im ehemaligen WC-Vorraum mit einem Heizöltank samt dazugehörigen Bedienungs- und Schutzeinrichtungen
- Aufenthaltsraum mit Tisch und Bank für fünf Personen
- Vorraum mit Kochgelegenheit (Propangaskocher), Anrichte und Kühlschrank
- Umkleideraum mit drei Kleiderkästen
- Bestehende WC-Anlage mit einem vergrößerten Wassertank in der Decke

An beiden Stirnseiten wurden Zugspitzen- und Zugschlusssignale angebracht, die Übergangsbrücken entfernt und die Stirngittertürgeländer verschlossen. Einige Personen- und Gepäckwagen wurden auch in andere Bahndienstwagen wie z.b. Werkstättenwagen umgebaut und stehen bis heute (2024) bei den ÖBB im Einsatz.
Spantenwagen sehen ähnlich aus wie in Deutschland die zweiachsigen Personenwagen der Baujahre 1921 bis 1931, die sogenannten Donnerbüchsen, von denen einige Exemplare auch in Österreich verwendet wurden.

## Aufbau und Ausstattung
Bei einem Spant handelt es sich um eine geschlossene Winkeleisenform aus einheitlichen Walzprofilen, welche dem Kastenquerschnitt entspricht. Je zwei Spanten wurden in einer besonderen Vorrichtung zu einem Fensterelement verbunden, wodurch die Fensterelemente untereinander gleich und somit auch auswechselbar waren. Diese Fensterelemente wurden auf die alten Fahrgestelle gesetzt und miteinander durch Einschweißen mit Winkeleisen verbunden. Anschließend wurden mittels Lochschweißung ein 2 Millimeter dünnes Bekleidungsblech sowie ein 1,5 mm starkes Dachblech angeschweißt. Die Innenauskleidung erfolgte mittels verleimter Hartfaserplatten. Weiters erfolgte die Ausstattung mit Leichtbaustahltüren, 850 mm breiten Leichtmetallfenstern sowie einer Trittbrettbeleuchtung, die beim Öffnen der Eingangstür eingeschaltet wurde.
Die Inneneinrichtung bestand aus gepolsterten Sitzen in Gegenüberanordnung und längs bzw. quer angeordneten Gepäckträgern. Die Normalspurwagen verfügten außerdem über Kopfstützen. Als Sitzbezug kam hauptsächlich grünes Kunstleder zum Einsatz; später erhielten die ins Jaffa- bzw. Valousek-Design umlackierten Vierachser die zum damaligen Zeitpunkt bei modernen Fahrzeugen üblichen roten Stoffbezüge.
Bei vielen Fahrzeugen wurden die ursprünglichen Ganzfenster später durch Halbfenster ersetzt.

## Bilder

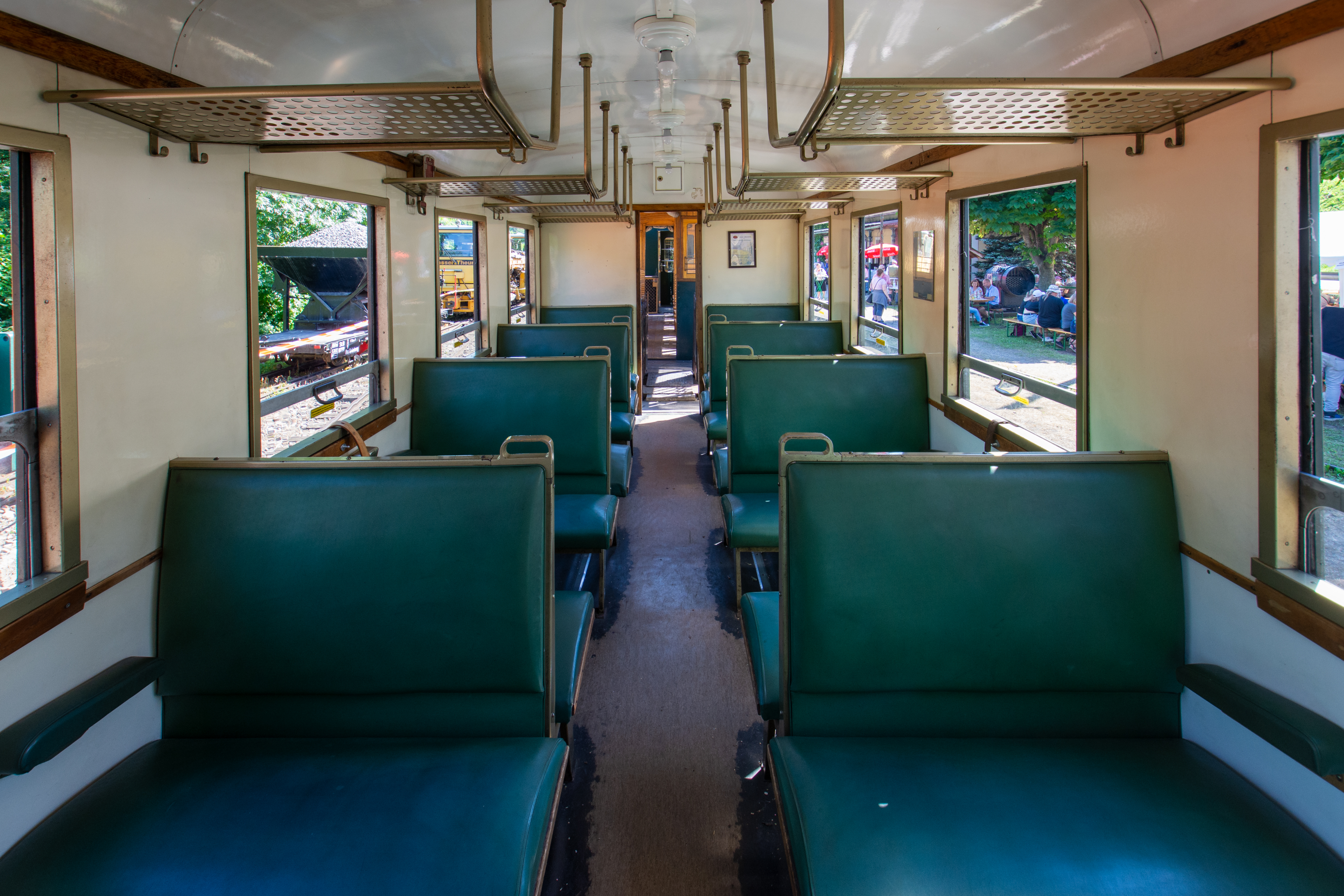
Innenraum eines Schmalspur-Spantenwagens
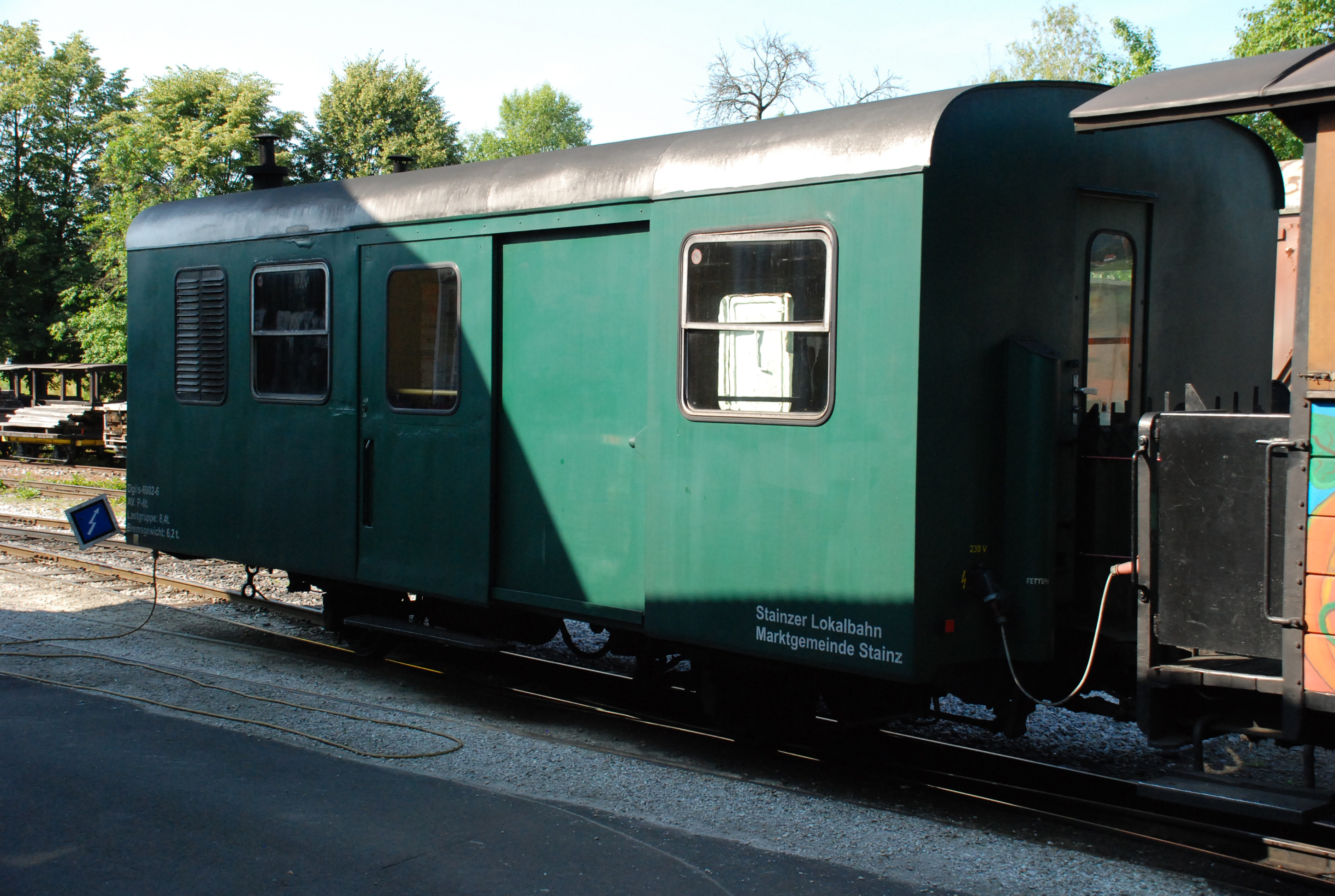
Schmalspur-Dienstwagen
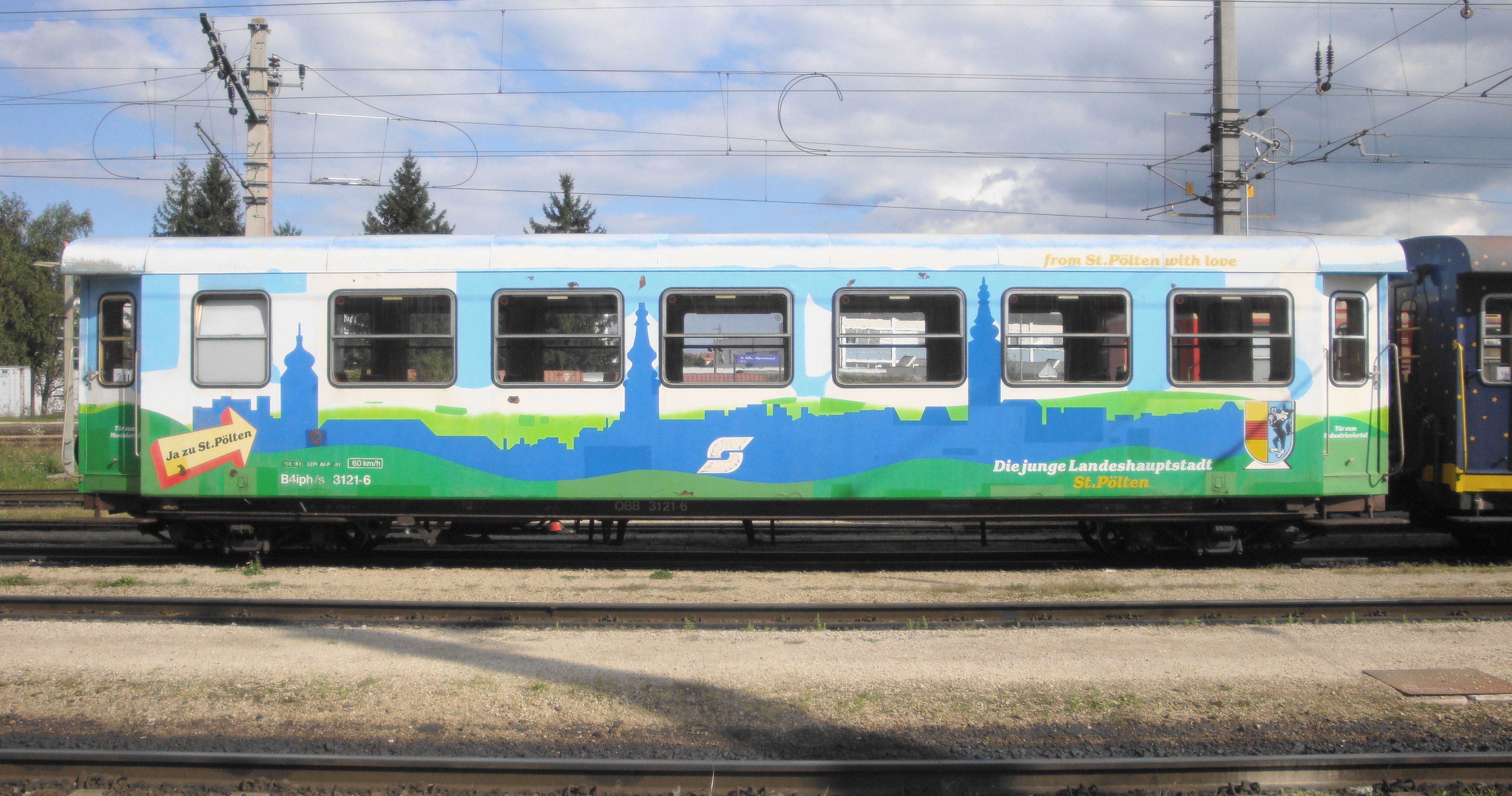
Vierachsiger Schmalspur-Spantenwagen der Mariazellerbahn in touristischer Lackierung
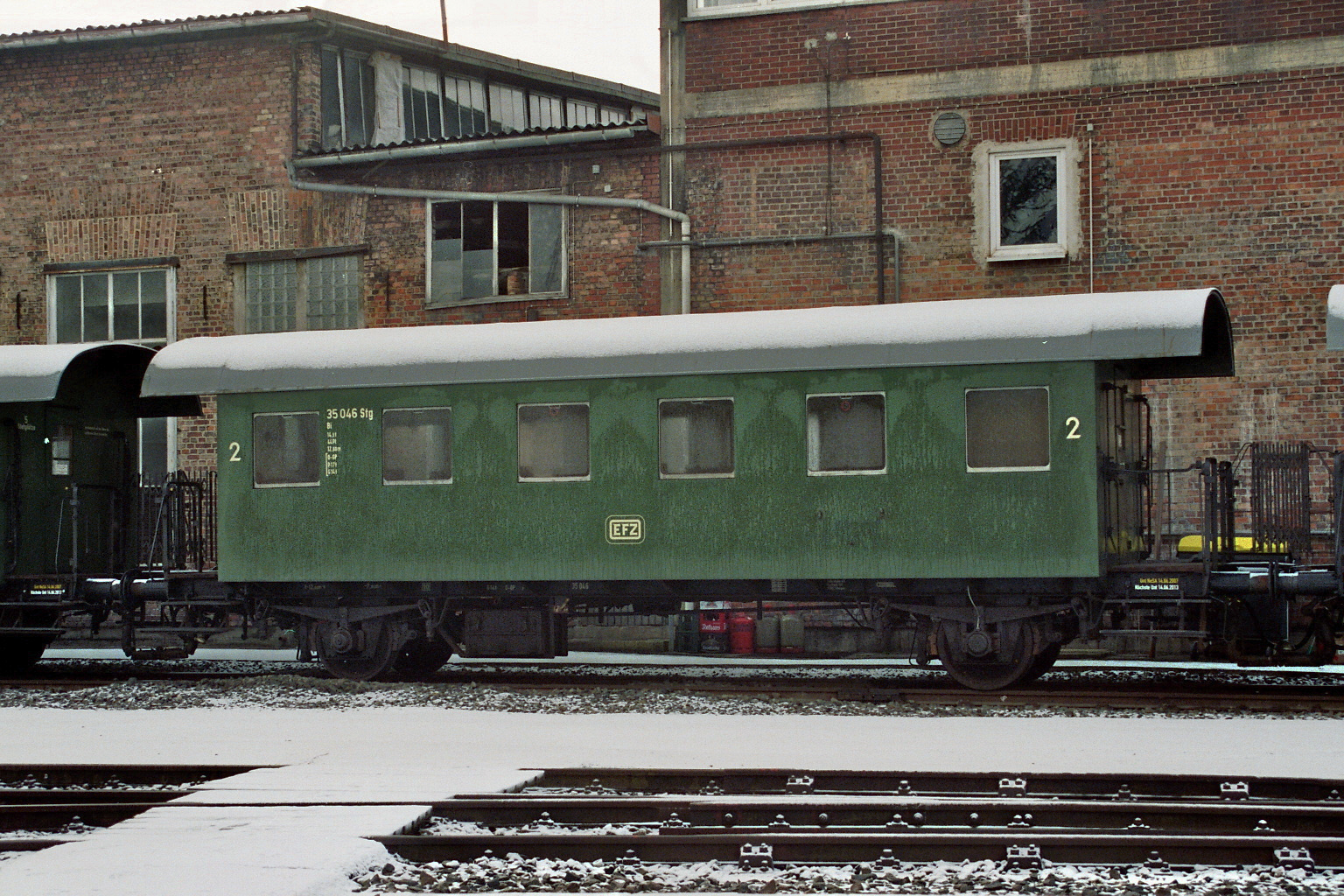
Normalspur-Zweiachser mit sechs Fenstern (2007)
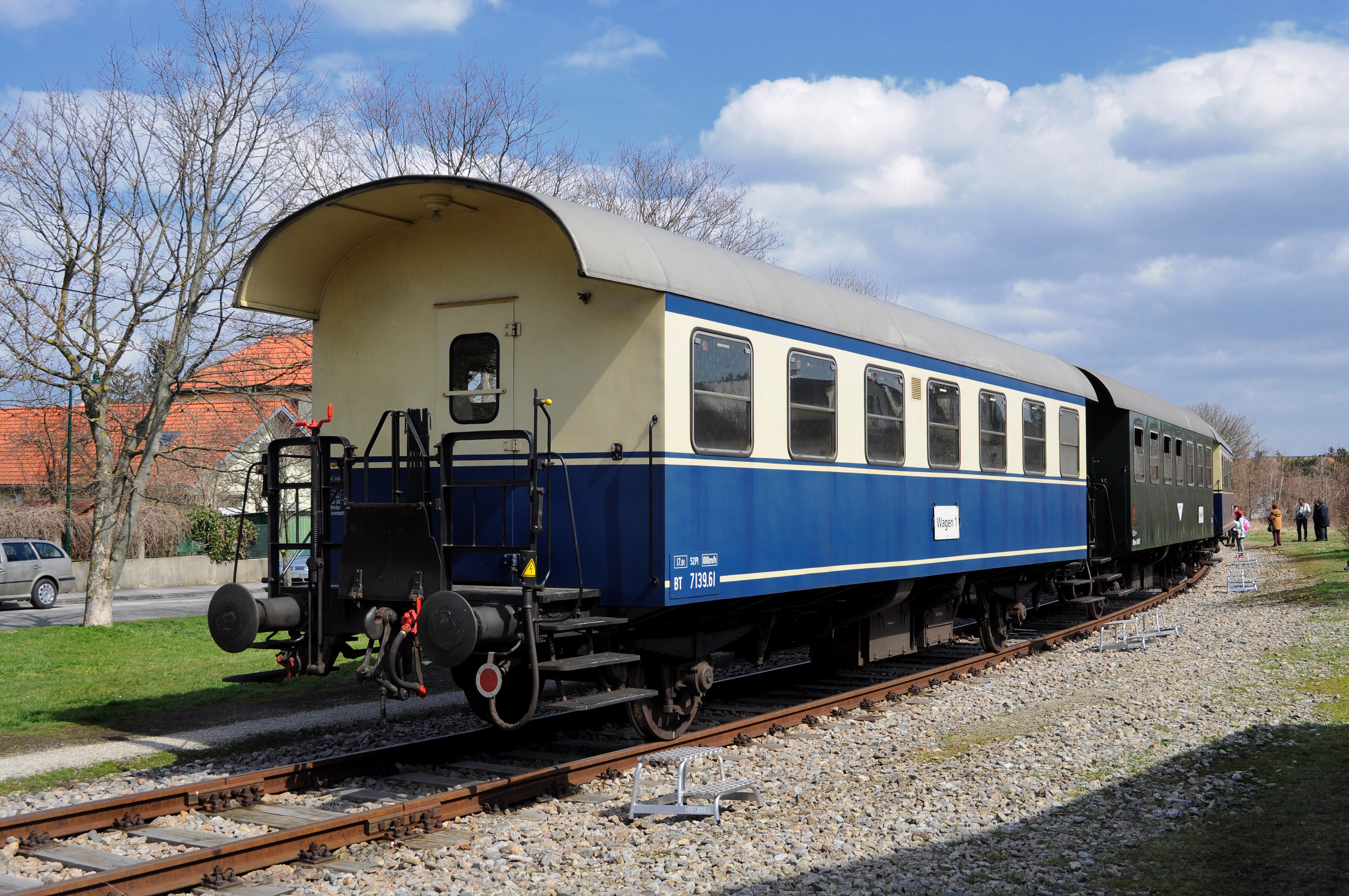
Triebwagenanhänger BT 71.39.61
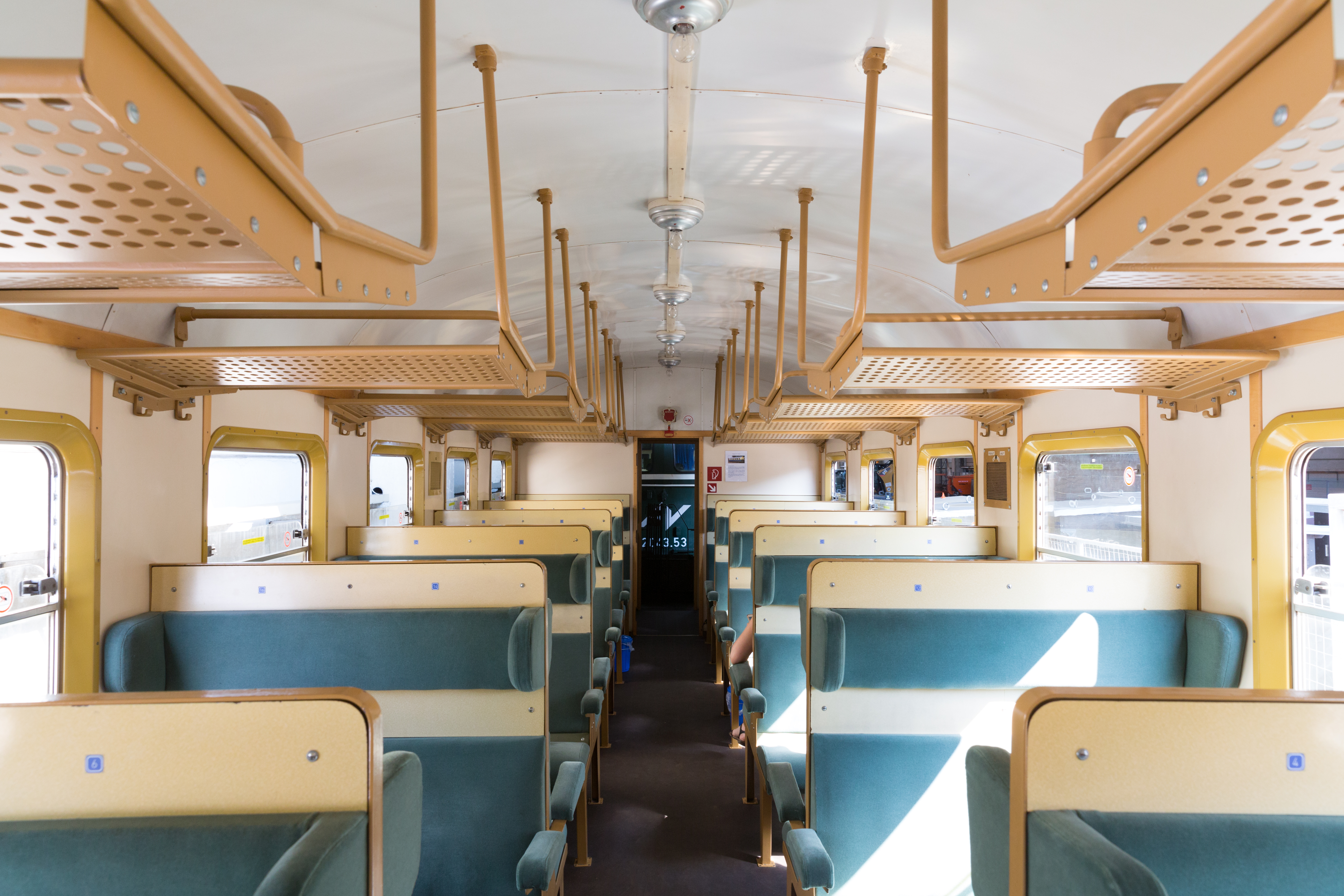
Innenraum mit Kopfstützen und Gepäckgittern
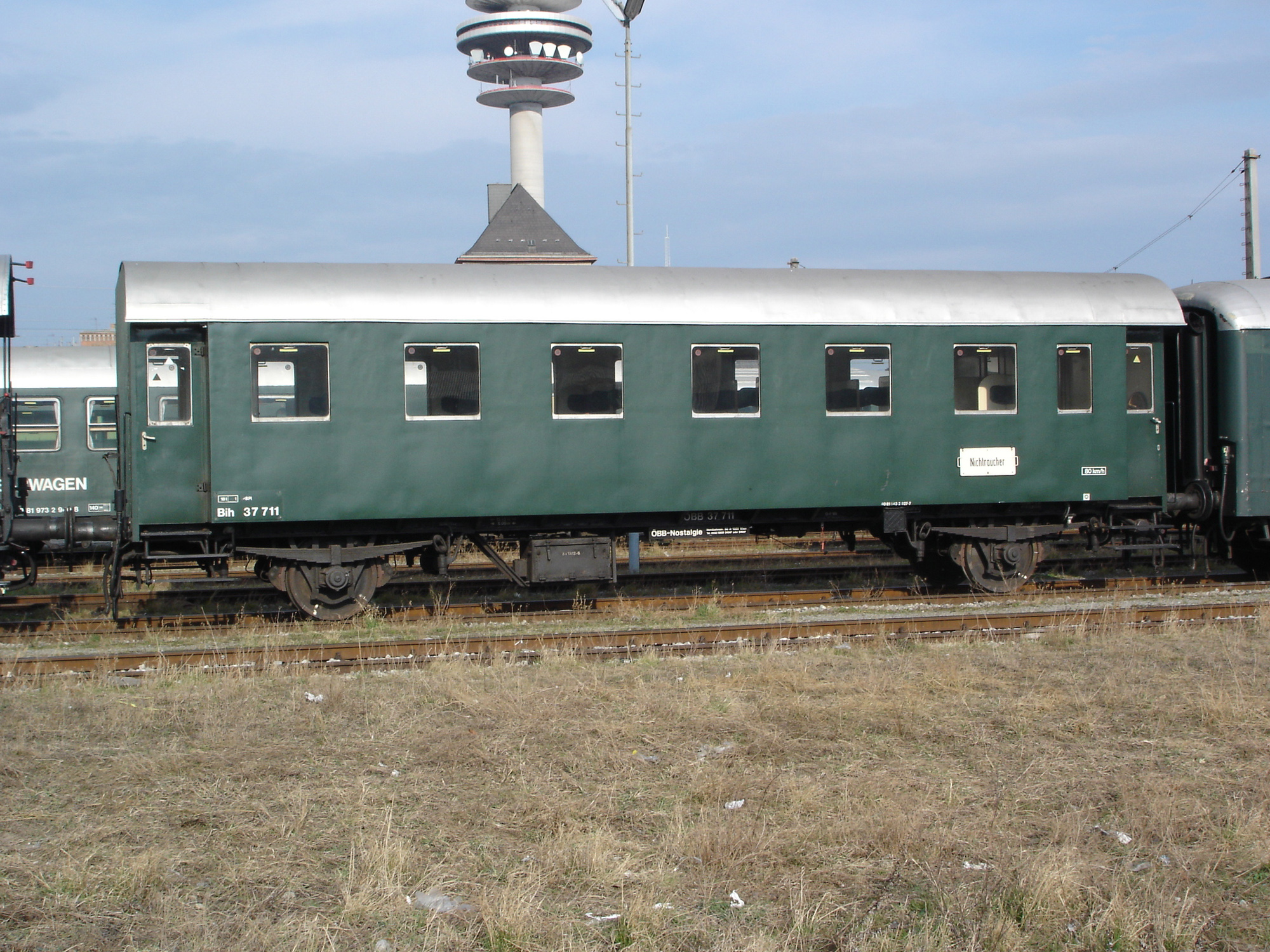
Zweiachser mit geschlossenen Plattformen
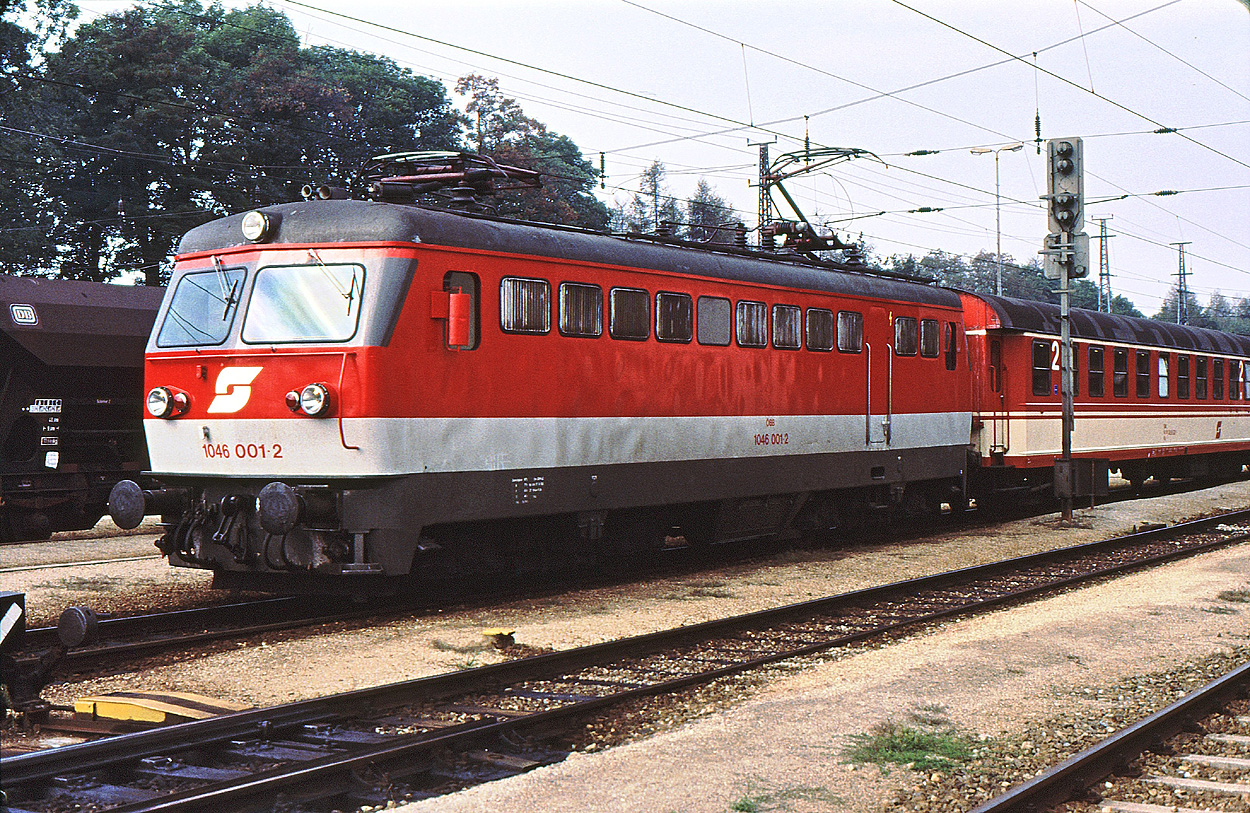
1046.001 mit einem vierachsigen Spantenwagen 1992 in Sigmundsherberg